# Atalanta i Hippomenes
Atalanta i Hippomenes (wł. Atalanta e Ippomene) – obraz włoskiego malarza barokowego Guida Reniego zachowany w dwóch wersjach.

## Historia obrazu
Obraz został namalowany w Rzymie. Nabyli go Burbonowie i w latach 1801–1805 trafił do Neapolu do galerii księcia Francavilli w Chiaia, a następnie do Muzeum Capodimonte. Płótno nawiązuje do wcześniejszych prac Reniego związanych z postacią Herkulesa wykonanych w latach 1617–1620. Starsza wersja tego obrazu znajduje się w Muzeum Prado w Madrycie.

## Geneza obrazu
Temat obrazu został zaczerpnięty z mitologii greckiej. Opowiada historię Atalanty i Hippomenesa. Atalanta była dzieckiem wychowanym przez niedźwiedzicę. Wyrocznia przepowiedziała jej, że gdy wyjdzie za mąż zostanie przemieniona w zwierzę. Z tego powodu unikała zamążpójścia oddając się łowom, i aby zabezpieczyć się przed pretendentami do jej ręki postawiła warunek: kandydat musi prześcignąć ją w biegu. Każdy, kto przegrywał, musiał zginąć. Pewnego razu podczas łowów Hippomenes zwyciężył ją, dzięki złotym jabłkom rzucanym na ziemię. Atalanta zbierała owoce tym samym spowalniając swój bieg.
Scena na obrazie Reniego przedstawia moment, gdy Atalanta podnosi porzucone przez Hippomenesa jabłka. Ich nagość ma nawiązywać do nocy poślubnej spędzonej w świątyni Demeter, za co bogini zamieniła ich w lwy.

## Opis
Reni zastosował tu dwie ukośne linie tworzone przez ciała postaci co nadaje ruch całej kompozycji obrazu. Draperie zakrywające intymne części ciała oraz włosy, tworzą wrażenie wirujących błękitnych i czerwonych szat. Kontrast białych bladych ciał z ciemnym tłem przypomina styl Caravaggia, obrazy którego Reni oglądał w kościele San Luigi dei Francesi.
Motyw Atalanty i Hippomenesa był tematem grafiki Samuela van Hoogstratena (1627–1678) pochodzącej z końca lat 50. XVII wieku. Początkowo grafika była uznana za dzieło Rembrandta i tak sklasyfikowana trafiła do kolekcji Lubomirskich. Dopiero w roku 1979 W. Sumowski przypisał je Hoogstratenowi dzięki porównaniu z jego pracą znajdującą się w Wiedniu Studium do portretu rodzinnego.
Willem van Herp w 1632 roku namalował dzieło o tym samym tytule Atalanta i Hippomenes (płótno, 115 × 169 cm) obecnie znajdujące się w Muzeum Narodowym w Warszawie. Innymi malarzami wykorzystującymi motyw, byli m.in. Noël Hallé Bieg Hippomenesa i Atalanty (1762–1765), Johann Heinrich Schönfeld (obraz z lat 1650–1660, 123 × 200,5 cm Brukenthal Museum, Sibiu).